# 2019年—2022年東非蝗災
東非蝗災始於2019年6月，在東非出現大範圍的沙漠蝗虫影響當地糧食種植的大規模蝗災。聯合國糧食及農業組織表示該次蝗災對非洲之角的粮食安全和居民生计造成史無前例的威脅。由於印度洋厄尔尼诺现象給東非带来异常的丰沛降雨，潮湿环境令沙漠蝗蟲大量繁殖，數量可達數千億隻。
蝗災已影响埃塞俄比亚、肯尼亚、厄立特里亚、乌干达、坦桑尼亚、南蘇丹、吉布提和索马里等地的農地及糧食。
截至2020年2月，蝗災範圍蔓延到阿拉伯半島，並進入亞洲的也門、沙特阿拉伯、阿曼、伊朗。
2020年4月，由於受到COVID-19疫情影響，運輸和旅行受到了限制，導致控制蝗災的工作受阻。
從5月到10月，全球蝗群規模穩步下降，因為一些受災地區降雨量少且印度洋沒有風暴，各國和政府間組織開展廣泛的空中和地面害蟲防治工作。至2020年10月，只有埃塞俄比亞、厄立特里亞、索馬里和也門擁有大量蝗蟲羣，其餘蝗蟲則在肯尼亞、蘇丹和沙特阿拉伯的孤立地帶。蝗蟲群繼續威脅紅海南部和亞丁灣周圍的國家及其近鄰，直到2022年2月正式宣布蝗災結束。

## 南亞災情
2019年6月，南亚次大陆的巴基斯坦也发生了蝗虫灾害，波及印度地区。由于和东非蝗灾同一时期爆发，也有媒体称东非蝗虫入侵印度。2020年6月27日，印度古尔冈等多个城市遭到大批蝗虫入侵。包括新德里在內的多個城市發出警告(6月27日，尼泊爾南部德賴平原巴拉（Bara）、帕爾薩（Parsa）、薩爾拉希（Sarlahi）等地區同日早上發現蝗蟲)。
非洲、中东和南亚次大陆上的多个国家和地区宣布进入紧急状态。